# Herr Gott, dich loben alle wir
Herr Gott, dich loben alle wir (in tedesco, "Signore Dio, tutti noi ti lodiamo") BWV 130 è una cantata di Johann Sebastian Bach.

## Storia
La cantata Herr Gott, dich loben alle wir è una delle quattro cantate che Bach compose per la festa di san Michele e di tutti gli angeli, una delle solennità principali del calendario luterano (le altre sono cantate BWV 19, 50, e 149). Essa appartiene al secondo ciclo annuale di cantate composte a Lipsia e venne eseguita per la prima volta il 29 settembre 1724. L'autore del testo è ignoto, ma si basa su un inno di Paolo Eber del 1554, da cui la cantata stessa prende il nome.

## Struttura
In linea con il carattere festivo della liturgia, l'opera è composta per un'orchestra che comprende tre trombe, timpani e tre oboi. Tutti suonano nel movimento di apertura, dove la melodia appare nella parte del soprano. In seguito, contralti, tenori e bassi creano un ricco contrappunto. L'epistola per la festa di San Michele racconta la storia della battaglia celeste, in cui san Michele ed i suoi angeli sconfiggono Satana. Questo è il tema dell'aria del basso, seguita da un breve recitativo del contralto. Anche in questo caso vengono utilizzate le tre trombe ed i timpani (ma senza gli archi).
Il cantus firmus del corale luterano, conosciuto in inglese come Old 100th, provienie dalla seconda edizione del Salterio ginevrino del 1551.
In una successiva revisione, Bach rimosse la tromba e parti dei timpani, sostituendo tutto con gli archi. Seguono un recitativo accompagnato per soprano e tenore ed un'aria per tenore e flauto obbligato in stile di gavotta. La cantata si conclude con un ritornello che riprende il motivo di apertura delle trombe e dei timpani.
1. Coro: Herr Gott, dich loben alle wir, per tutti.
2. Recitativo: Ihr heller Glanz und hohe Weisheit zeigt, per contralto e continuo.
3. Aria: Der alte Drache brennt vor Neid, per basso, trombe, timpani e continuo.
4. Recitativo: Wohl aber uns, dass Tag und Nacht, per soprano, tenore, violini, viola e continuo.
5. Aria: Lass, o Fürst der Cherubinen, per tenore, flauto e continuo.
6. Corale: Darum wir billig loben dich, per tutti.